# Bruno de Paula
Bruno Marcelo Lima de Paula (Manaus, 10 de novembro de 1978) é um ex-voleibolista indoor brasileiro e que mais tarde passou a ser praticante da modalidade de vôlei de praia  e foi medalhista de ouro no CSV Finals de 2015-16 na Argentina.

## Carreira
A trajetória esportiva de Bruno começou na modalidade do voleibol indoor (quadra), que desde de 1996 praticava, teve passagens pelo clubes: Tritões,  Atlético Rio Negro Clube, CIEC, ETFAM e CIRMAM, onde atuou até 2000, ingressando no ano seguinte no vôlei de praia.
Seu primeiro parceiro na praia foi o José Valdênio “Valredes” na temporada de 2001 do Circuito Brasileiro de Vôlei de Praia, também formou dupla com Magal no circuito brasileiro do ano de 2002 e neste mesmo ano atuou com Fabinho Araújo na conquista do título da Etapa Challenger de Natal.Pelo Circuito Brasileiro de Vôlei de Praia de 2003 alcançou a quinta posição na etapa Challenger de Aracaju ao lado de André de Freitas.
Em 2004 ao lado de Fabinho Araújo conquistou o vice-campeonato na etapa Challenger de Aracaju  além do título da etapa de Recife do Circuito Brasileiro de Vôlei de Praia de 2004 e etapa de Porto Alegre competiu ao lado de  Hevaldo Moreira, ao final do circuito foi premiado como a Revelação da edição.
Estreou no Circuito Mundial de Vôlei de Praia de 2004 ao lado de Rodrigo Saunders ocasião que disputaram o Aberto do Rio de Janeiro e finalizaram na nona posição, na edição de 2005 permaneceu com este atleta e alcançaram o sétimo lugar no Challenge de Rimini, não obtiveram posto no Aberto de Salvador, obtiveram ainda o quarto lugar no Satélite de Lausana e o vice-campeonato no Satélite de Vasto, além dos títulos nos Satélites de 
Saint-Jean-de-Monts e Le Lavandou.
Disputou a edição do Rei da Praia de 2005 No final de 2005 casou-se com o também voleibolista de praia Andrezza Chagas  e no Circuito Brasileiro de Vôlei de Praia deste mesmo ano competiu ao lado de Rodrigo Saunders e finalizaram na oitava colocação geral.
Na temporada de 2006 atuou com Guto Dulinskino Circuito Brasileiro de Vôlei de Praia de 2006 quando conquistaram o vice-campeonato na etapa de Campo Grande, também disputaram a etapa de São Luís juntos pelo mesmo circuito, sagrando-se campeões na Etapa Challenger de Juiz de Fora pelo correspondente Circuito Brasileiro de Vôlei de Praia, já ao lado de Bruno Oscar Schmidt obteve o terceiro lugar na etapa de João Pessoa; participou da edição deste ano no Rei da Praia , realizada nas areias de Ipanema.
Voltou a competir pelo Circuito Mundial de Vôlei de Praia em 2007, e formando dupla com Benjamin Insfran não obteve qualificação nos Abertos de Espinho e Kristiansand, o mesmo ocorrido nos Grand Slams de Paris, Berlin, Klagenfurt , juntos terminaram na trigésima terceira posição no Grand Slam de Stavanger e no Aberto de Marseille, além do décimo sétimo posto nos Abertos de Aland e Fortaleza, terminou em quinto lugar no Aberto de Montreal e sagraram-se campeões no Challenge do Chipre.Competiu no Circuito Brasileiro de 2007, etapa de Maceió, ao lado de Fábio Guerra e ao lado de Pedro Solberg conquistou o terceiro lugar na etapa de Juiz de Fora.
Em 2008  atuou ao lado de Zé Írio na etapa Challenger de Aracajuterminando na quarta posição, após lesão sofrido de seu parceiro  e alcançaram o título no Challenger de São Luíse ao lado do paranaense Arthur Borin alcançou o terceiro lugar na etapa de Palmas no mesmo circuito.
Formou dupla com Magal na etapa de Cuiabá pelo Circuito Estadual de Vôlei de Praia de 2009 e com Thomaz Klepper conquistou os títulos da etapas do Pará e Roraima e disputou a etapa do Amazonas ao lado do conterrâneo André de Freitas e os vice-campeonatos  nas etapas de  em Rondônia e no Amazonas.
Na edição do Circuito Mundial de 2009 disputou  com Fernandão Magalhães o Aberto de Brasília quando não pontuara, e foram vice-campeões do Challenge de Varna; neste mesmo ano competiu com este atleta o Circuito Brasileiro de Vôlei de Praia alcançaram o quinto lugar na etapa de Balneário Camboriú, obtiveram os décimos terceiros lugares nas etapas de Santa Maria, Curitiba, Cuiabá, Belém, Fortaleza, João Pessoa e Recife, alcançaram o terceiro posto na etapa de São José dos Campos e também em Vila Velha, nonas colocações em Teresina e Maceió.
Iniciou a temporada do Circuito Mundial de 2010 ao lado de Fernandão Magalhães e não pontuaram no Aberto de Brasília, depois compôs dupla com  Fábio Luiz Magalhães e também não pontuaram nos Grand Slams de Roma, Klagenfurt e Stare Jablonki, além dos Abertos de Myslowice, Praga e Kristiansand, mas pontuaram no Grand Slam de Moscou quando finalizaram na vigésima quinta colocação e também no Aberto de Marseille encerrando no décimo terceiro posto, com melhor resultado da dupla no referido circuito alcançaram o vice-campeonato no Satélite de Lausana.
No Circuito Brasileiro de Vôlei de Praia de 2010 voltou a competir com Fernandão alcançando o quarto lugar na etapa de Balneário Camboriú, o décimo terceiro lugar na etapa de São José dos Campos, em Goiânia ,  também em Campo Grande  e Fortaleza, quinto lugar na etapa de Uberaba , mesmo posto obtido com Fábio Luiz Magalhães em João Pessoa com quem terminou na nona posição em Maceió  e quinta colocação em Salvador e novamente ao lado de Fábio Guerra conquistou o terceiro lugar na etapa de Vila Velha e o quinto posto em Búzios.
Com Fernandão ainda disputou a edição do Circuito Mundial de Vôlei de Praia de 2011 e alcançaram, o quadragésimo primeiro lugar no Aberto de Brasília e o décimo terceiro posto no Satélite de Lausana.Disputou a edição do Circuito Estadual de Vôlei de Praia de 2011 e com Vitor Felipe conquistou o título em Macapá, mesma conquista obtida ao lado de  Léo Vieira na etapa de Cuiabá em Porto Velho, também em Boa Vistae em Manaus.
E jogando ao lado de Fernandão Magalhães alcançou o terceiro lugar na etapa de Vitória do Circuito Brasileiro de Vôlei de Praia de 2011,  sexta posição na etapa do Rio de Janeirom quinto lugar no Guarujá, nova terceira posição na etapa de Curitiba, sexta posição na etapa de Balneário Camboriu, oitava colocação na etapa de Santa Maria, décima terceira posição em Salvador, décimos colocados na etapa de Aracajy, décima quarta colocação em Maceió, sétima posição na etapa de Recife e com Benjamin Insfran finalizou no sexto lugar na etapa de João Pessoa e na colocação geral final conquistou o vice-campeonato do circuito.
Retomou a parceria com Hevaldo Moreira e competiram no Circuito Mundial de Vôlei de Praia de 2012, não pontuaram nos Abertos de Brasília e Myslowice, conquistou o título na etapa de Macapá pelo Circuito Estadual Regional de Vôlei de Praia de 2012, Grupo II e também na etapa de Rio Branco, ainda foram vice-campeões em Porto Velho e ao lado de Hevaldo Moreira conquistou o segundo lugar em Salvador.
Ainda ao lado de Hevaldo disputou em 2012 a edição do Circuito Challenger, alcançando o quarto lugar na etapa de Aracaju, terceira posição na etapa de São Luís e o quarto posto em  Campo Grande.
Com a mesma formação de dupla conquistou pela abertura do Circuito Brasileiro de Vôlei de Praia de 2012 o título da etapa de Salvador,  e foram vice-campeões em João Pessoa e Fortaleza.
No Circuito Brasileiro de Vôlei de Praia de 2012-13 atuou também com Hevaldo Moreira e conquistaram o terceiro lugar na etapa de Cuiabá, também na etapa de Goiânia, obtendo ainda o quinto lugar em Belo Horizonte, em Campinas, em Curitiba, em São Luís e em Fortaleza; neste circuito finalizaram em nono lugar em João Pessoa, foram vice-campeões em Maceió e na última etapa terminaram em quinto lugar em Brasília, assim terminando com o bronze na classificação geral.
Devido a carreia de atleta tanto dele quanto de sua esposa Andrezza, adiavam o momento de ter filhos, eis que em junho de 2013 nasceu Davi , o primeiro filho do casal,  e o pequenino passou acompanhar as partidas de ambos nos circuitos.Com Hevaldo Moreira disputou a etapa de Sobral pelo Circuito Sul-Americano de 2013 e terminaram na quinta posição.
Retomou a parceria com Fernandão Magalhães no Circuito Brasileiro de Vôlei Chalenger de 2013, conquistando o título na etapa de Teresina;e novamente com Hevaldo Moreira alcançou pelo Circuito Brasileiro de Vôlei de Praia Open 2012-13 o quarto lugar na etapa de Recife, o nono lugar em Vitória, quinto lugar no Rio de Janeiro, o vice-campeonato na etapa de Guarujá, nono posto em São José, quarto lugar na etapa de São Luís, além da quinta posição na etapa de Natal e também na etapa de João Pessoa e na ultima etapa em Maceió conquistaram o terceiro lugar e ao final do circuito finalizaram com o vice-campeonato geral.
Disputou com Hevaldo Moreira a primeira edição do Superpraia A de 2014 realizado em Salvador e terminou em quarto lugar e foi convocado para seleção brasileira de vôlei de praia e ao lado de Bernardo Lima disputou a etapa de Macaé do Circuito Sul-Americano de 2014e terminaram na quinta colocação; e com esta parceria disputou o Circuito Mundial de Vôlei de Praia de 2014, ocasião que finalizaram na décima sétima posição no Aberto de Puerto Vallarta; também disputaram  a etapa de Montevidéu pelo Circuito Sul-Americano de 2014 e conquistaram a medalha de bronze, e no mesmo circuito obteve medalha de ouro na etapa de Cochabamba e a medalha de prata na etapa de Cartagena das Índias.Ainda disputou com Hevaldo pelo Circuito Mundial de Vôlei de Praia de 2014 e terminaram na nona posição no Aberto do Paraná (Argentina).
No Circuito Brasileiro de Vôlei de Praia Challenger de 2014 atuou com Hevaldo Moreira na etapa de Rondonópolis, alcançando o quinto lugar e também obtiveram o vice-campeonato na etapa de Campo Grande.
Pelo Circuito Brasileiro de Vôlei de Praia Open de 2014-15 esteve ao lado de Hevaldo Moreira na conquista do vice-campeonato na etapa de Vitória, quinto posto na etapa de Niterói , São José e Porto Alegre, novo vice-campeonato na etapa de Campinas, quarta posição em Fortaleza, e tornaram a conquistar o vice-campeonato na etapa de João Pessoa, e o quinto lugar na etapa de Jaboatão dos Guararapes, novamente foram vice-campeões gerais do referido circuito.
Ainda com Hevaldo Moreira conquistou a medalha de ouro na etapa de La Serena do Circuito Sul-Americano de Vôlei de Praia de 2014-15.Na temporada de 2015 do Circuito Mundial de Vôlei de Praia disputou ao lado de Hevaldo, alcançaram a nona posição no Aberto de Fuzhou, o quadragésimo primeiro lugar no Aberto de Lucerna, não pontuaram no Grand Slam de Moscou, no Major Series de Porec  e Stavanger, obtiveram a trigésima terceira colocação no Grand Slam de São Petersburgo  e o décimo nono lugar no Aberto do Rio de Janeiro.Além de atleta de alto nível Bruno é sargento da Aeronáutica e compete também pela Comissão de Desportos da Aeronáutica (CDA).
No Circuito Brasileiro Open de 2015-16 foi terceiro colocado ao lado de Hevaldo Moreira e o segundo lugar na etapa de Bauru, além do quinto lugar nas etapas de Curitiba, Niteroi e Fortaleza, alcançando também o quarto lugar na etapa de Natale terminaram na terceira posição geral no circuito; já na edição do Superpraia de 2016, sediada em João Pessoa terminaram na quinta posição.
Em mais uma jornada pelo Circuito Mundial de Vôlei de Praia de 2016, esteve ao lado de Hevaldo Moreira no Aberto de Maceió, no qual terminaram na nona posição, além do quadragésimo primeiro posto no Aberto de Vitória, formaram dupla também para a etapa de Limoeiro pelo Circuito Sul-Americano de Vôlei de Praia de 2016 e conquistaram neste circuito a medalha de ouro na etapa de  Cartagena das Índias , repetindo o feito na etapa de Assunção, e também na edição do CSV Finals de 2015-16  na etapa de Rioja, na Argentina.
Ainda com Hevaldo Moreira conquistou o vice-campeonato na etapa de João Pessoa pelo Circuito Brasileiro Challenger de 2016 e também em Jaboatão dos Guararapese ao lado de George Wanderley terminou na quarta posição na etapa de Cabo Frio.
Passou a competir ao lado de Luciano de Paula no Circuito Brasileiro Open de 2016-17, finalizando na quinta posição na etapa de Campo Grande e Uberlândia, quarto lugar em Brasília, nona posição na etapa de Curitiba e São José, décimo terceiro lugar na etapa de João Pessoa, mesma posição alcançada em Aracaju, quando voltou a competir com Fernandão Magalhães e com este jogador conquistou o nono lugar na edição do Superpraia 2017, sediado em Niterói; antes conquistaram o vice-campeonato na etapa de Maceió pelo Circuito Brasileiro de Vôlei de Praia Nacional de 2016-17.
Renovou com Fernandão Magalhães na temporada seguinte e conquistaram o título da etapa de Maringá pelo Circuito Brasileiro Challenger de 2017, quinta colocação em Bauru, além do quarto lugar em Palmas obtiveram o terceiro lugar na etapa do Rio de Janeiro.
Na temporada 2017-18 atuou com Moisés Santos na etapa de Campo Grande do Circuito Brasileiro de Vôlei de Praia Open correspondente, e obtiveram a nona posição, o quarto lugar na etapa de Natal, a quinta posição na etapa de Itapema, na sequencia terminou na quarta posição na etapa de Fortaleza com Thiago Santos; ao lado de Thiago Santos conquistou o quinto lugar na etapa de Viçosa pelo Circuito Sul-Americano.

## Títulos e resultados
- Challenge do Chipre do Circuito Mundial de Vôlei de Praia:2007[9]
- Satélite de Le Lavandou do Circuito Mundial de Vôlei de Praia:2005[9]
- Satélite de Saint-Jean-de-Monts do Circuito Mundial de Vôlei de Praia:2005[9]
- Challenge de Varna do Circuito Mundial de Vôlei de Praia:2009[9]
- Satélite de Lausana do Circuito Mundial de Vôlei de Praia:2010[9]
- Satélite de Vasto do Circuito Mundial de Vôlei de Praia:2005[9]
- Satélite de Lausana do Circuito Mundial de Vôlei de Praia:2005[9]
- Etapa do Paraguai do Circuito Sul-Americano de Vôlei de Praia:2015-16[118]
- Etapa da Colômbia do Circuito Sul-Americano de Vôlei de Praia:2015-16[117]
- Etapa do Chile do Circuito Sul-Americano de Vôlei de Praia:2014-15[111]
- Etapa da Bolívia do Circuito Sul-Americano de Vôlei de Praia:2014[99]
- Etapa da Colômbia do Circuito Sul-Americano de Vôlei de Praia:2014[100]
- Etapa do Uruguai do Circuito Sul-Americano de Vôlei de Praia:2014[98]
- Superpraia A:2014[95]
- Circuito Brasileiro de Voleibol de Praia Open:2011[2], 2013-14[2] e 2014-15[2]
- Circuito Brasileiro de Voleibol de Praia Open:2012-13[82]
- Etapa de Salvador do Circuito Brasileiro de Voleibol de Praia Open:2012[69]
- Etapa de João Pessoa do Circuito Brasileiro de Voleibol de Praia Open:2006[12]
- Etapa de Recife do Circuito Brasileiro de Voleibol de Praia Open:2004[7]
- Etapa de Bauru do Circuito Brasileiro de Voleibol de Praia Open:2015-16[114]
- Etapa de João Pessoa do Circuito Brasileiro de Voleibol de Praia Open:2014-15[109]
- Etapa de Campinas do Circuito Brasileiro de Voleibol de Praia Open:2014-15[107]
- Etapa do Vitória do Circuito Brasileiro de Voleibol de Praia Open:2014-15[103]
- Etapa do Guarujá do Circuito Brasileiro de Voleibol de Praia Open:2013-14[89]
- Etapa de Maceió do Circuito Brasileiro de Voleibol de Praia Open:2012-13[80]
- Etapa de Fortaleza do Circuito Brasileiro de Voleibol de Praia Open:2012[71]
- Etapa de João Pessoa do Circuito Brasileiro de Voleibol de Praia Open:2012[70]
- Etapa de Campo Grande do Circuito Brasileiro de Voleibol de Praia Open:2006[12]
- Etapa de Goiânia do Circuito Brasileiro de Voleibol de Praia Open:2015-16[113]
- Etapa de Maceió do Circuito Brasileiro de Voleibol de Praia Open:2013-14[94]
- Etapa de Goiânia do Circuito Brasileiro de Voleibol de Praia Open:2012-13[73]
- Etapa de Cuiabá do Circuito Brasileiro de Voleibol de Praia Open:2012-13[72]
- Etapa de Curitiba do Circuito Brasileiro de Voleibol de Praia Open:2011[54]
- Etapa de Vitória do Circuito Brasileiro de Voleibol de Praia Open:2011[51]
- Etapa de Vila Velha do Circuito Brasileiro de Voleibol de Praia Open:2009[2] e 2010[44]
- Etapa de São José dos Campos do Circuito Brasileiro de Voleibol de Praia Open:2009[32]
- Etapa de Juiz de Fora do Circuito Brasileiro de Voleibol de Praia Open:2007[17]
- Etapa de Fortaleza do Circuito Brasileiro de Voleibol de Praia Open:2017-18[138]
- Etapa de Natal do Circuito Brasileiro de Voleibol de Praia Open:2017-18[136]
- Etapa de Brasília do Circuito Brasileiro de Voleibol de Praia Open:2016-17[125]
- Etapa de Natal do Circuito Brasileiro de Voleibol de Praia Open:2015-16[115]
- Etapa de Fortaleza do Circuito Brasileiro de Voleibol de Praia Open:2014-15[108]
- Etapa de São Luís do Circuito Brasileiro de Voleibol de Praia Open:2013-14[91]
- Etapa de Recife do Circuito Brasileiro de Voleibol de Praia Open:2013-14[86]
- Etapa de Balneário Camboriú do Circuito Brasileiro de Voleibol de Praia Open:2010[35]
- Etapa  de Maringá do Circuito Brasileiro de Voleibol de Praia Nacional:2016-17[130]
- Etapa de Maringá do Circuito Brasileiro de Voleibol de Praia - Challenger:2017[131]
- Etapa de Teresina do Circuito Brasileiro de Voleibol de Praia - Challenger:2013[85]
- Etapa de São Luís do Circuito Brasileiro de Voleibol de Praia - Challenger:2008[20]
- Etapa de Juiz de Fora do Circuito Brasileiro de Voleibol de Praia - Challenger:2006[14]
- Etapa de Natal do Circuito Brasileiro de Voleibol de Praia - Challenger:2002[4]
- Etapa de Jaboatão dos Guararapes do Circuito Brasileiro de Voleibol de Praia - Challenger:2016[121]
- Etapa de João Pessoa do Circuito Brasileiro de Voleibol de Praia - Challenger:2016[120]
- Etapa de Campo Grande do Circuito Brasileiro de Voleibol de Praia - Challenger:2014[102]
- Etapa de Aracaju do Circuito Brasileiro de Voleibol de Praia - Challenger:2010[6]
- Etapa de Rio de Janeiro do Circuito Brasileiro de Voleibol de Praia - Challenger:2017[134]
- Etapa de São Luís do Circuito Brasileiro de Voleibol de Praia - Challenger:2012[67]
- Etapa de Palmas do Circuito Brasileiro de Voleibol de Praia - Challenger:2008[21]
- Etapa de Palmas do Circuito Brasileiro de Voleibol de Praia - Challenger:2017[133]
- Etapa de Cabo Frio do Circuito Brasileiro de Voleibol de Praia - Challenger:2016[122]
- Etapa de Campo Grande do Circuito Brasileiro de Voleibol de Praia - Challenger:2012[68]
- Etapa de Aracaju do Circuito Brasileiro de Voleibol de Praia - Challenger:2008[19] e 2012[66]
- Etapa do Acre do Circuito Estadual de Vôlei de Praia:2012[63]
- Etapa do Amazonas do Circuito Estadual de Vôlei de Praia:2011[50]
- Etapa de Roraima do Circuito Estadual de Vôlei de Praia:2011[49]
- Etapa de Rondônia do Circuito Estadual de Vôlei de Praia:2011[48]
- Etapa de Mato Grosso do Circuito Estadual de Vôlei de Praia:2011[47]
- Etapa de Amapá do Circuito Estadual de Vôlei de Praia:2011[46] e 2012 II[62]
- Etapa de Roraima do Circuito Estadual de Vôlei de Praia:2009[23]
- Etapa do Pará do Circuito Estadual de Vôlei de Praia:2009[23]
- Etapa da Bahia do Circuito Estadual de Vôlei de Praia:2012[65]
- Etapa do Rondônia do Circuito Estadual de Vôlei de Praia:2009 [2] e 2012[64]
- Etapa do Amazonas do Circuito Estadual de Vôlei de Praia:2009 [2]

## Premiações Individuais
- Revelação do Circuito Brasileiro de Vôlei de Praia de 2004[2]